# أيام الأحد وسيبيل (فلم)
أيام الأحد وسيبيل  (بالإنجليزية: Sundays and Cybele) هو فيلم تم إنتاجه في فرنسا وصدر في سنة 1962.

## ترشيحات وجوائز
| السنة | الحدث  | الفئة           | النتيجة  |
| ----- | ------ | --------------- | -------- |
|       | أوسكار | أفضل فيلم أجنبي | فـــــوز |

## وصلات خارجية
- مقالات تستعمل روابط فنية بلا صلة مع ويكي بيانات

1. ↑  Fiche du film, sur 'Allociné.com'. نسخة محفوظة 29 ديسمبر 2017 على موقع واي باك مشين.
2. ↑  "The 35th Academy Awards (1963) Nominees and Winners". oscars.org. مؤرشف من الأصل في 2018-07-02. اطلع عليه بتاريخ 2011-11-01.
3. ↑  Official Website of the Annual Golden Globe Awards نسخة محفوظة 10 مارس 2012 على موقع واي باك مشين.